# (73673) 1986 RX1
1986 أر أكس 1 (ويعرف أيضًا باسم (73673) 1986 أر أكس 1 وفق تسمية الكوكب الصغير) (بالإنجليزية: 1986 RX1)‏ هو كويكب ضمن حزام الكويكبات؛ وترتيبه 73673 من حيث الاكتشاف.
اكتُشف هذا الجُرم الفلكي بواسطة اليانور إف. هيلين في 6 سبتمبر 1986.

## وصلات خارجية
- (73673) 1986 RX1 في قاعدة بيانات مختبر الدفع النفاث لأجرام النظام الشمسي الصغيرة

- الاكتشاف · مخطط المدار ·  العناصر المدارية · المعلمات المادية

- (73673) 1986 RX1 على موقع ويكي سكاي: DSS2, SDSS, GALEX, IRAS, Hydrogen α, X-Ray, Astrophoto, Sky Map, Articles and images